# Бух (Шаффгаузен)
Бух (нім. Buch SH) — громада  в Швейцарії в кантоні Шаффгаузен, округ Штайн.

## Географія
Громада розташована на відстані близько 135 км на північний схід від Берна, 12 км на схід від Шаффгаузена.
Бух має площу 3,8 км², з яких на 6,8% дозволяється будівництво (житлове та будівництво доріг), 73,5% використовуються в сільськогосподарських цілях, 19,7% зайнято лісами, 0% не є продуктивними (річки, льодовики або гори).

## Демографія
2019 року в громаді мешкало 332 особи (+5,1% порівняно з 2010 роком), іноземців було 31,3%. Густота населення становила 87 осіб/км².
За віковим діапазоном населення розподілялося таким чином: 16,3% — особи молодші 20 років, 63,3% — особи у віці 20—64 років, 20,5% — особи у віці 65 років та старші. Було 144 помешкань (у середньому 2,2 особи в помешканні).
Із загальної кількості 70 працюючих 24 було зайнятих в первинному секторі, 7 — в обробній промисловості, 39 — в галузі послуг.